# 777 (Latto)
777 è il secondo album in studio della rapper statunitense Latto, pubblicato il 25 marzo 2022 dalle etichette discografiche RCA e Streamcut.

## Tracce
1. 777 Pt. 1 – 1:20
2. 777 Pt. 2 – 2:03
3. Wheelie (feat. 21 Savage) – 2:50
4. Big Energy – 2:53
5. Sunshine (feat. Lil Wayne e Childish Gambino) – 3:26
6. Like a Thug (feat. Lil Durk) – 2:52
7. It's Givin – 2:33
8. Stepper (feat. Nardo Wick) – 2:28
9. Trust No Bitch – 2:34
10. Bussdown (feat. Kodak Black) – 2:46
11. Soufside – 1:51
12. Sleep Sleep – 2:51
13. Real One – 2:27

Note
- Big Energy contiene un campionamento del brano dei Tom Tom Club del 1981 Genius of Love. Il suo remix ufficiale include estratti del brano di Mariah Carey del 1995 Fantasy.
- Bussdown contiene interpolazioni del brano di Vanessa Carlton del 2002 A Thousand Miles.
- Sleep Sleep contiene un campionamento del brano di Twista del 1997 Get It Wet.

## Classifiche
| Classifica (2022) | Posizione massima |
| ----------------- | ----------------- |
| Canada            | 60                |
| Stati Uniti       | 15                |